# 1089 w polityce

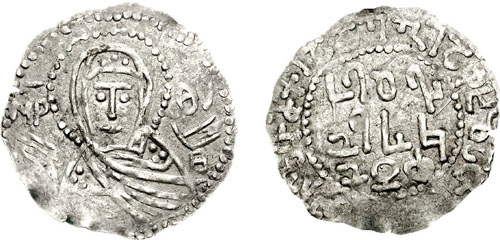
Moneta Jerzego II gruzinskiego

Wydarzenia polityczne w 1089 roku.

## Wydarzenia
- Jerzy II gruziński abdykował na rzecz swojego syna Dawida[1].

## Zmarli
- Mieszko Bolesławowic, syn Bolesława II Szczodrego (ur. 1069 w polityce)[2].